# Geron turneri
Geron turneri är en tvåvingeart som beskrevs av Hesse 1938. Geron turneri ingår i släktet Geron och familjen svävflugor. Inga underarter finns listade i Catalogue of Life.